# Relatieve verwantschap tussen volken
De relatieve verwantschap tussen volkeren is een onderwerp waarnaar wetenschappers uit verschillende disciplines onderzoek doen. Het doel van dit onderzoek is onder andere prehistorische migratiestromen in kaart te brengen en de wordingsgeschiedenis van de huidige volkeren te achterhalen.
Er zijn veel disciplines die een bijdrage kunnen leveren aan dit onderzoeksterrein, zoals de archeologie, de linguïstiek (taalkunde) en de biologie (voornamelijk DNA-onderzoek).

## Archeologisch onderzoek
Van opgegraven gebruiksvoorwerpen als aardewerk en gereedschappen met overeenkomend uiterlijk kan men vaak een patroon van migratie opstellen. Zo zijn de oudste vondstplekken meestal de oorsprongsplaats van een bepaald volk dat deze voorwerpen gebruikte. Latere vondsten geven dan aan langs welke routes dit volk in de loop der tijden zich verspreidde. Een andere uitleg kan echter ook zijn dat etnisch verschillende volken dezelfde voorwerpen aan elkaar doorgaven, of dat de techniek om deze voorwerpen te vervaardigen zich verspreidde onder niet verwante buurvolken, zodat dan niets over verwantschap te zeggen valt.

## Taalkundig en cultureel onderzoek
Hierbij worden overeenkomsten en verschillen tussen talen in kaart gebracht, waarbij vaak taalverwantschap wordt gevonden tussen volken die sinds historische tijden ver uit elkaar leven. De mate van taalverwantschap zegt iets over de verstreken tijd sinds deze geografische scheiding is opgetreden. Er moet wel een zekere terughoudendheid betracht worden bij al te stellige conclusies enkel op basis van taalkundig onderzoek. De taalkunde kan een antwoord geven op de vraag of talen verwant zijn, maar niet noodzakelijkerwijs op de vraag of ook de volken die deze talen spreken verwant zijn. Taalkundig onderzoek kan wel aansporen tot aanvullend onderzoek op andere terreinen.
Uiteindelijk is de bijdrage die de taalkunde kan leveren aan het antwoord op de vraag naar de verwantschap tussen volken echter ook beperkt: volken blijken gemakkelijk een taal van een ander volk te kunnen overnemen. Bijvoorbeeld het Indo-Europees wordt weliswaar veelal gesproken door mensen van etnisch Indo-Europese origine. Maar dat hoeft niet altijd zo te zijn zoals nu in Nederland waar veel etnisch verschillende mensen (denk aan Turken, Marokkanen, Chinezen en andere niet-westerse migranten) toch Nederlands spreken. In de praktijk blijkt dat onderling niet verwante volkeren elkaars taal gemakkelijk kunnen overnemen.
Een treffend modern voorbeeld van taal- en cultuurspreiding is het Engels, dat door volken met een genetisch zeer verschillende achtergrond gesproken wordt. Dit volgt uit de koloniale geschiedenis van Engeland in de nieuwe tijd waarbij het land tot aan de Tweede Wereldoorlog een dominante positie bezette op het wereldtoneel. Ook de tegenwoordige globalisatie van de wereld kan als de verspreiding van een dominante cultuur (voornamelijk van westerse oorsprong maar met ook andere globaal culturele inbreng) beschouwd worden waarbij het gros van de wereldbevolking gewoon blijft wonen waar ze altijd al woonde. Alleen hun cultuur verandert snel door de steeds intensievere onderlinge communicatie van de wereldbevolking.

## DNA-onderzoek

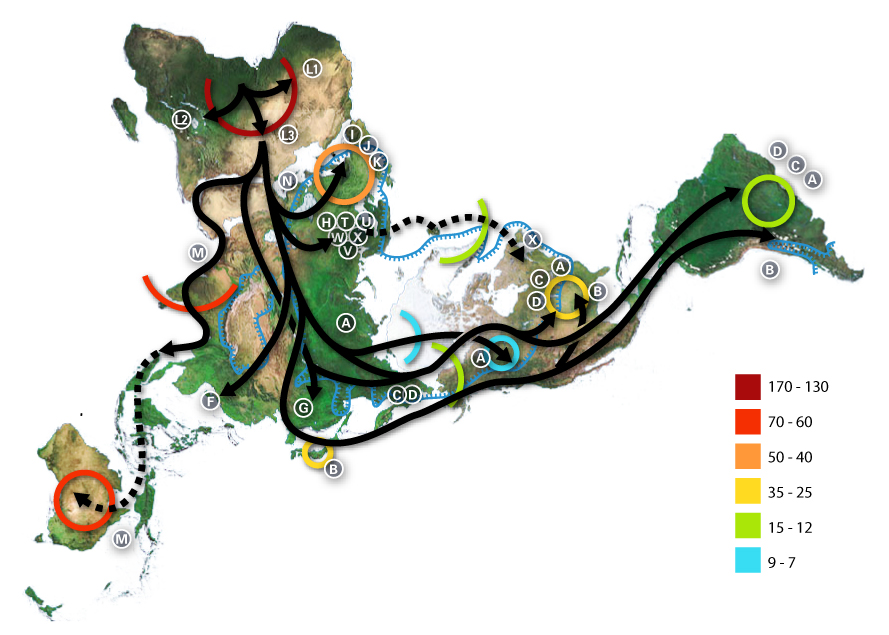
Kaart van de vroegste menselijke migraties, volgens mitochondriaal DNA-onderzoek (getallen geven de millennia voor onze jaarrekening aan).

Er zijn twee soorten menselijk DNA die vrijwel ongewijzigd van generatie op generatie worden doorgegeven, dat wil zeggen zonder dat in elke generatie door recombinaties nieuwe genpatronen worden gevormd. 
1. Enerzijds betreft dit mitochondriaal DNA; dit is het enige DNA dat niet in chromosomen is opgeslagen, maar in de mitochondriën (subeenheden binnen de cel, die van vitaal belang zijn voor de energievoorziening in de cel). Deze mitochondriën delen zich regelmatig. Alle mitochondriën in elke menselijke cel zijn rechtstreeks afkomstig van de mitochondriën uit de eicel, dus van de moeder. Het mitochondriaal DNA van een kind is een vrijwel exacte kopie van dat van de moeder.
2. Anderzijds hebben alle mannen (en alleen mannen) een zogeheten Y-chromosoom dat altijd afkomstig is van de vader. (Mannen hebben een X- en Y-geslachtschromosoom, X van moeder, Y van vader, vrouwen hebben twee X-chromosomen, een van elke ouder). Het Y-chromosoom van een man is vrijwel een exacte kopie van dat van zijn vader.

Al het menselijk DNA wordt bij elke celdeling vrijwel foutloos gekopieerd, sporadische kopieerfouten en mutaties(spontane defecten, b.v. door kosmische straling) kunnen zelfs meestal hersteld worden.
Wanneer een foute DNA-code niet wordt gecorrigeerd kan dit betekenen dat een gen defect raakt. Vaak is dan de cel niet meer levensvatbaar. Alleen wanneer een kopieerfout op een niet functioneel stuk DNA zit (bijvoorbeeld junk-DNA of spandrels) zal dit geen gevolgen hebben, anders dan dat deze verandering in de DNA-code van nu af door de generaties kan worden doorgegeven. Door de eeuwen heen zullen de nakomelingen van een gemeenschappelijke voorouder steeds meer toevallige verschillen in hun junk-DNA vertonen.
Het aantal verschillen in het mitochondriaal DNA tussen twee personen is een maat voor hun verwantschap via de moederlijke lijn. Evenzo is het aantal verschillen in het Y-chromosoom een maat voor de verwantschap via de vaderlijke lijn. Wanneer nu van twee volken voldoende personen worden gescreend, kan uit het aantal verschillen in een van beide beschreven typen DNA afgeleid worden hoelang geleden deze volken voor het laatst samen nakomelingen kregen. Beide DNA-onderzoeksmethoden fungeren als elkaars controle.

## Assimilatie

Expansie van de landbouw in Europa tijdens de neolithische revolutie

Bij DNA-vergelijking van zeer oude skeletten met de huidige Europese bevolking is naar voren gekomen dat er een zeer nauwe verwantschap is. De conclusie lijkt te zijn dat de huidige bevolking van Europa in essentie rechtstreeks afstamt van de allereerste bewoners uit het paleolithicum. Toen Europa in het begin nog relatief dunbevolkt was, had ieder nieuw binnentrekkend volk nog een grote verandering tot gevolg in de genenkaart van de bevolking van Europa. Dit veranderde vooral na de neolithische revolutie toen landbouw belangrijker werd dan het jagen en verzamelen van het paleolithicum. Landbouw kan een veel grotere bevolking voeden dan verzamelen en de al aanwezige bevolking begon sterk te groeien. Naarmate de 'gezeten' landbouwende bevolking groeide werd de mate van invloed van nieuwkomers (meestal nomadisch en klein in aantal) steeds minder. Een analogie is: een scheutje melk in een kop koffie brengt een grote verandering teweeg in de samenstelling van dit drankje. Een scheutje melk in een vijver zal niet veel meer uitmaken bij de samenstelling ervan. Bij 'verovering' van een bepaald gebied door een binnenvaller werd meestal alleen de heersende klasse vervangen door de nieuwkomers terwijl de veel grotere massa onderhorige boeren grotendeels dezelfde bleef als voorheen. Als de binnenvallers ook getalsmatig een bepaalde kritische massa overschreden kon hun taal en cultuur de overhand krijgen (bijvoorbeeld het Turks in Anatolië dat het oorspronkelijke Grieks verdrong). Hier was sprake van een overheerser die de oorspronkelijk gesproken taal verdrong door het gedwongen opleggen van het spreken van een andere taal. Anders ging het assimilatieproces de andere kant op: de veroveraars assimileerden hun onderdanen zoals gebeurde met de Germaanse stammen die zich in het Romeinse Rijk vestigden tijdens de Grote Volksverhuizing. Voorbeelden buiten Europa zijn India en China waar ondanks voortdurende invallen en veroveringen door andere volken er sinds het neolithicum niet veel meer veranderde in de bevolkingssamenstelling en de meeste binnenvallers geassimileerd werden door de al aanwezige Indiërs en Chinezen. Talen, en de bijbehorende culturele bagage, verspreiden zich dus veel sneller dan etnische volkeren en de connectie tussen taal en ras is zelden makkelijk te onderscheiden, vooral als er veel eeuwen overheen zijn gegaan.

## Relatie huidige Nederlanders met prehistorisch Nederland
In oktober 2008 is een onderzoek naar de genetische oorsprong van de huidige Nederlanders gedaan (onder blanken van het Kaukasische ras): "Het Genoom van Nederland".
De analyses laten zien hoe de voorouders van de onderzochte groep Nederland is binnengekomen:
- 77,5% kwam als jager/verzamelaar 35.000 jaar geleden in de Oude Steentijd (Paleolithicum) West-Europa binnen
- 20% kwam als boer 7.000 jaar geleden in de Nieuwe Steentijd (Neolithicum) West-Europa binnen, en
- 2,5% kwam als recente immigrant